# SAS International

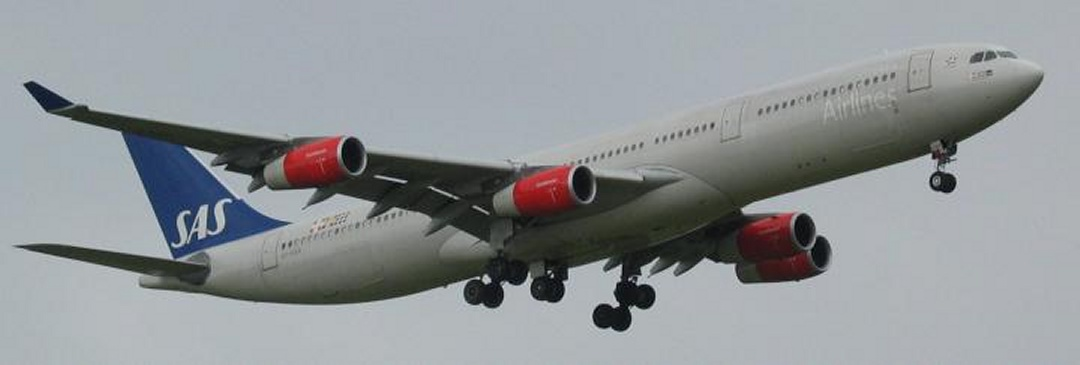
SAS Internationals flaggskepp Airbus A340.

SAS International A/S ansvarade för SAS-gruppens interkontinentala trafik med långdistanstrafik till Nordamerika och Asien. Trafiken skedde med Köpenhamn som bas, med flera rutter även från Stockholm. SAS International var även ansvarigt för utlandskontoren utanför Skandinavien. Bolaget hade 900 anställda, och huvudkontoret låg i Köpenhamn.

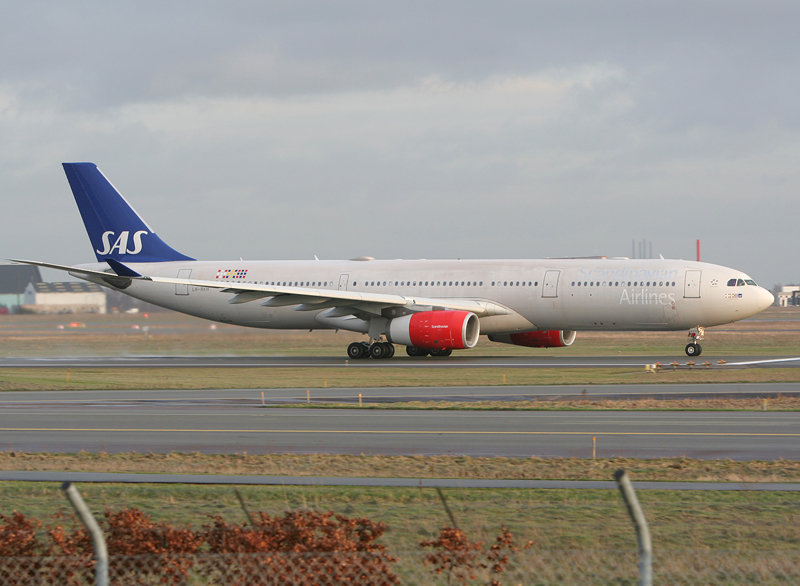
Airbus A330-300 som flygs till USA.

## Destinationer
- Japan
  - Tokyo-Köpenhamn
- Kina
  - Peking-Köpenhamn
  - Shanghai-Köpenhamn
- Thailand
  - Bangkok-Köpenhamn
- USA
  - Chicago-Stockholm och Köpenhamn
  - New York/Newark-Stockholm, Köpenhamn och Oslo.
  - Washington DC-Köpenhamn
  - San Francisco-Köpenhamn
  - Los Angeles- Stockholm

## Flotta
- 4 Airbus A330-343X   264
- 7 Airbus A340-313X   245

Se även Scandinavian Airlines flotta för alla registreringsnummer och namn på alla flygplanen i hela flottan.